# 中国惊奇先生
《中国惊奇先生》是權迎升连载于腾讯动漫的漫画作品，讲述道法传人王小二、警花、老警察组成的 “驱魔铁三角”组合，侦破各种灵异系列案件的故事。2013年6月权迎升开始《中国惊奇先生》的创作，2013年8月正式在腾讯动漫平台上线，3个月点击量突破八千万，2013年12月10日突破一亿，2014年9月10日突破十亿。2013年11月27日中国惊奇先生动画化，动画由彩色铅笔制作，2014年2月28日首播，首播平台为腾讯视频、ACFun弹幕网和bilibili。电影版于2015年6月19日播出，为电视动画剧集总汇。

## 角色

### 主要角色
王小二（聲優：谢添天）
神鬼七殺令當代接班人，由於屬於禁術，常常惹禍上身，非常有桃花緣，唯一喜歡李雪，隨著劇情逐漸被李雪接受，但依舊和小狐狸互相曖昧。
李雪 （聲優：冯骏骅）
小狐狸 （聲優：醋醋）

### 王小二亲友
黄艳丽
王胖子
王瘸子
小梅
刘喜水

### 玄学术士
诸葛蛮子 （聲優：王宇航）
黄九叔
李梦晨

### 反派角色
黄一左
安太平
金刚尸

#### 黃鼠狼
黄奶奶
黃大浪

#### 殭屍
僵哥

#### 外來勢力
大掌門
本名:阮小肥，來找王小二以版權要求繳出神鬼七殺令後三招口訣，擅長使用神鬼七殺令前四式、巴西柔術、人猿雙修 雙面法身。
阮鉄剛
花會計
有嚴重的近視，使用雙刃，喜歡刺敵人36刀後在殺掉。
阮攻城
與大掌門在30年前爭奪掌門位置，輸給大掌門後，成為大掌門部下，已爭奪到大掌門之位努力著。
武青紅
天真無邪的少女，非常容易被欺騙。
武大富
武青紅的父親

### “杀马特”组合
刘油
郭米
张肉
黎面

### 警察
牛警官
陈学舞

### 天庭势力
朱三鹿
曹子高
牛小立
马小帅
翟动强

### 市侩角色
刘唯一
张总
KELLY
赵精华
高肾强
马总
马丽
唐朗梓
唐朗德

### 其他
狐三娘
张美美
李雪母亲
李雪父亲
王蕊

## 動畫
於2014年2月28日腾讯视频、爱奇艺播出。

### 製作人員
- 原作：权迎升
- 導演：李豪凌
- 编剧：李豪凌
- 角色设计：漩涡uzumaki
- 作画监督：杉肉盖饭
- 音乐：漩涡、王冲
- 提供：腾讯动漫有限公司
- 錄音：瞿强、吴星、张帅
- 出品人：邹正宇
- 動畫製作：上海绘梦文化传播工作室